# Stienta
Stienta és un municipi de 3.199 habitants de la província de Rovigo, dins la regió del Vèneto. 

Les seves frazioni són Guratti, Sabbioni, Zampine.

Les comuni limítrofes són Bagnolo di Po, Castelguglielmo, Ferrara (FE), Fiesso Umbertiano, Gaiba, Occhiobello.

Els seus habitants s'anomenen stientesi.
El patró és Santo Stefano, festiu el 2 d'agost.

El nom de l'alcalde (Sindaco) és Fabrizio Fenzi, des del 14 de juny de 2004, del partit centrosinistra

## Personatges famosos
- Eugenio Valli (1853 - 1930), advocat, diputat electe del bloc agrari, senador del regne.
- Severino Bolognesi senador del Partit Comunista Italià
- Emilio Bonatti senador del Partit Comunista Italià